# Gonodonta sicheas
Gonodonta sicheas är en fjärilsart som beskrevs av Pieter Cramer 1777. Gonodonta sicheas ingår i släktet Gonodonta och familjen nattflyn. Inga underarter finns listade i Catalogue of Life.

## Bildgalleri

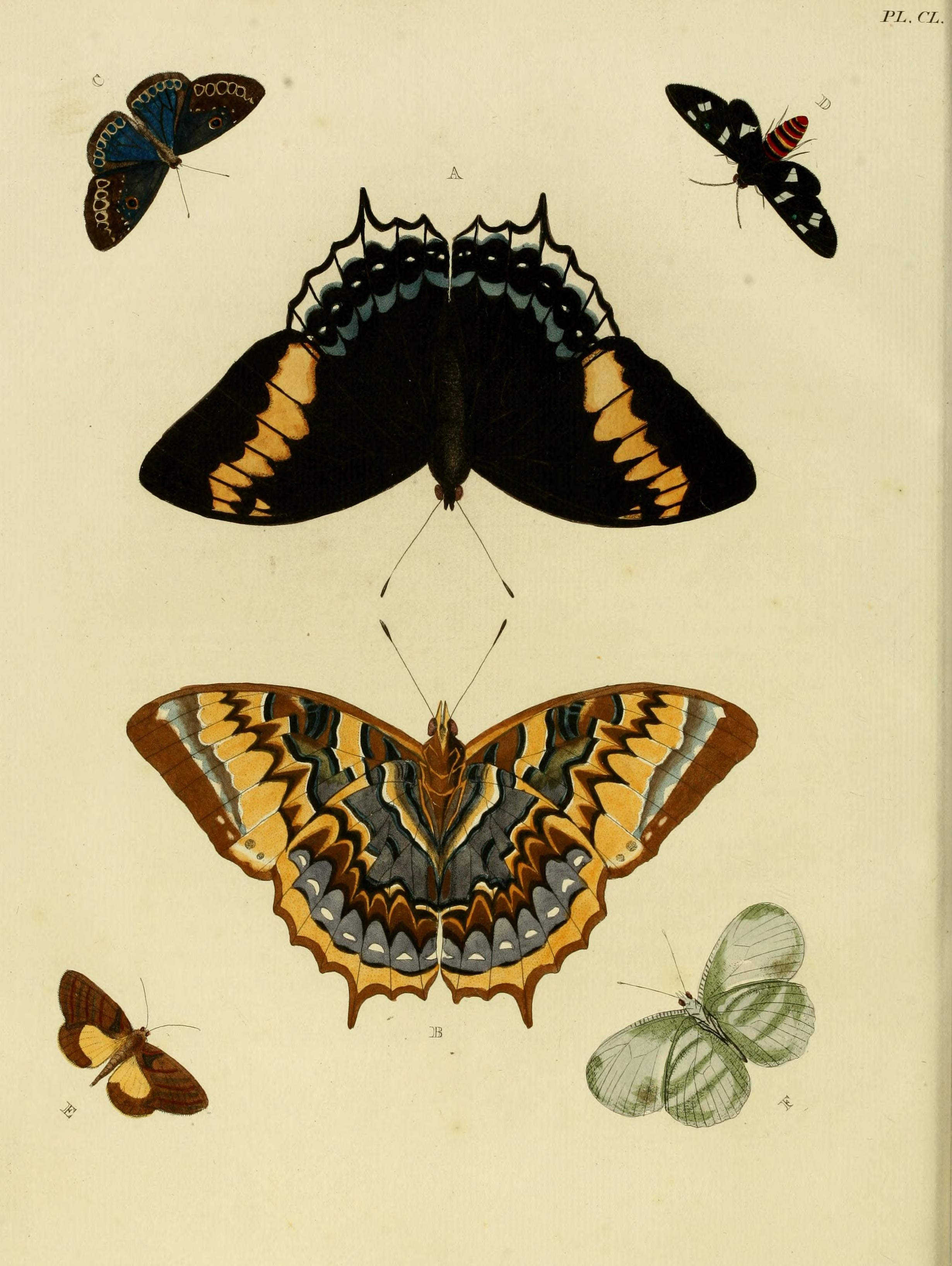